# 约翰·温特
约翰·温特（英語：John Winter，1924年12月3日—2007年12月5日），澳大利亚男子田径运动员，主攻跳高。他曾代表澳大利亚参加1948年夏季奥林匹克运动会田径比赛，获得男子跳高金牌。